# Zentnerhaus

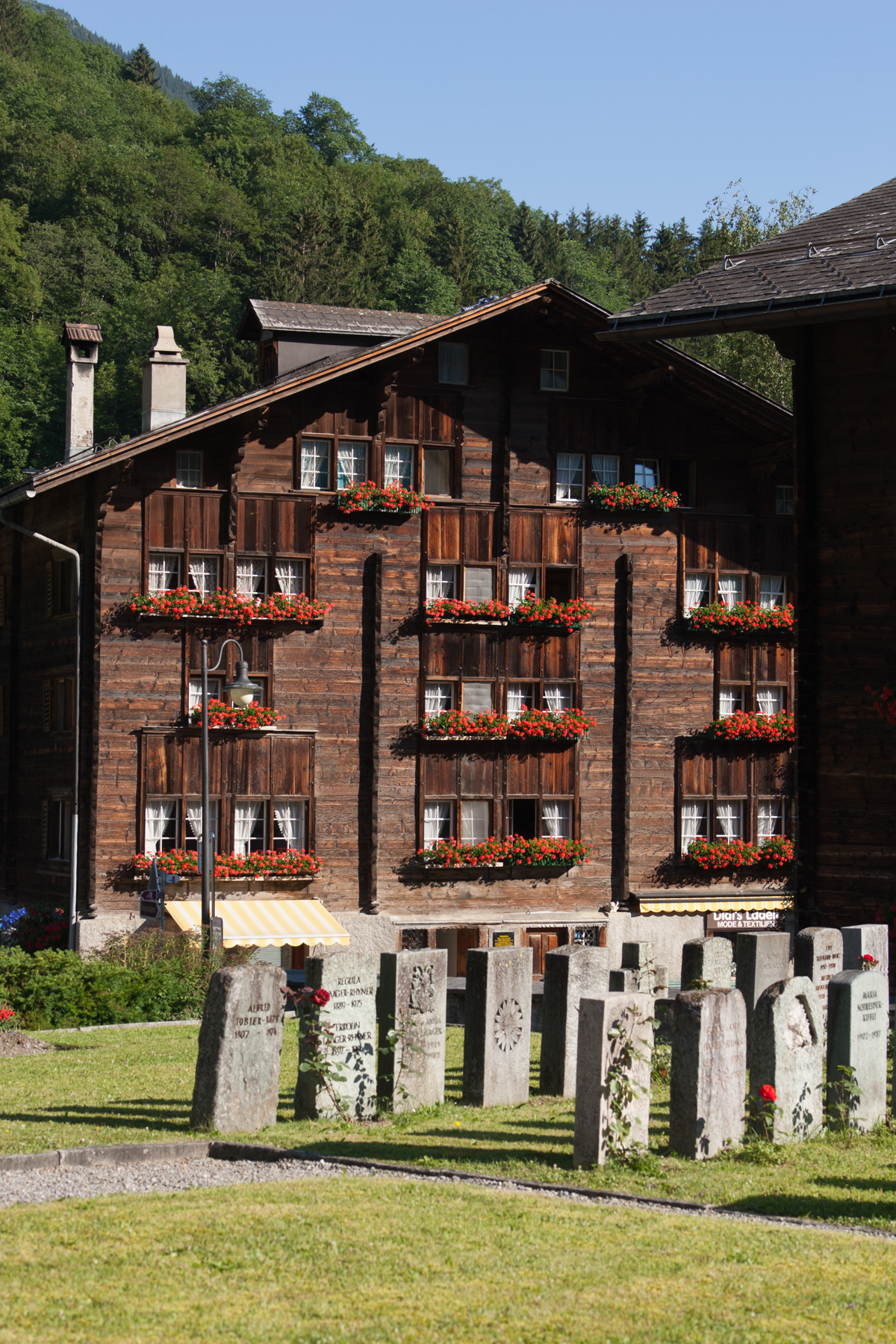
Das Zentnerhaus

Das Zentnerhaus ist ein historisches Block- und Doppelhaus in Elm im Schweizer Kanton Glarus. Es wurde 1799 für den Tagwensvogt und Richter Kaspar Freitag erbaut. Zwischen 1853 und 1873 ging die Liegenschaft an den Gemeindepräsidenten Kaspar Zentner über.
Die Fenstergruppe mit Fallläden ist streng symmetrisch.

## Weblink
- Eintrag im Schweizerischen Inventar der Kulturgüter von nationaler Bedeutung. In: gl.ch. Abgerufen am 13. Juli 2022.

Koordinaten: 46° 55′ 8,7″ N, 9° 10′ 18,7″ O; CH1903: 732012 / 197900